# ایلیا کیرچف
ایلیا کیرچف (بلغاری: Илия Кирчев؛ ۲۸ دسامبر ۱۹۳۲ – ۱۱ سپتامبر ۱۹۹۷) بازیکن و مربی فوتبال اهل بلغارستان بود.
از باشگاه‌هایی که در آن بازی کرده‌است می‌توان به اشاره کرد.
وی همچنین در تیم ملی فوتبال بلغارستان بازی کرده‌است.
وی در مسابقات کشوری و بین‌المللی در مجموع برندهٔ ۱ مدال برنز شده‌است.